# Eucereon flavofaciatum
Eucereon flavofaciatum là một loài bướm đêm thuộc phân họ Arctiinae, họ Erebidae.